# Andrés de León (escritor)
Andrés ¿Martín de? León O. S. A. (Archidona, provincia de Málaga, 1585-Palermo, 15 de noviembre de 1655) fue un escritor, fraile agustino y arzobispo de Palermo español. 

## Biografía
Poco se sabe sobre él. Escribió una Historia del huérfano que solo muy modernamente ha sido impresa en Madrid por la Biblioteca Castro (2017). Solo se conserva una copia manuscrita en la Hispanic Society of America datada en 1621, y se piensa que el nombre que la firma es en realidad el pseudónimo de Martín de León y Cárdenas (Archidona, 1585-Palermo, 1655), un fraile agustino apodado “el Huérfano” y que partió a las Indias poco después de ser ordenado sacerdote, retirándose a vivir su fe en un monasterio de la ciudad de Lima. Luego estuvo en España y en Roma; fue obispo de Pozzuoli y en 1650 Felipe IV lo propuso para el arzobispado de Palermo, en cuyo cargo estuvo hasta su fallecimiento el 15 de noviembre de 1655. 
Tras permanecer en el olvido, Antonio Rodríguez Moñino recomendó el estudio de esta obra en el marco de la literatura colonial de la época. Para Félix de Azúa es una importante novela de aventuras que mezcla lances heroicos con otros picarescos a través de las diversas colonias españolas y las cortes de España e Italia. Este monje soldado cuenta entre otros episodios de gran interés, como el saqueo inglés de Cádiz el 1 de julio de 1596, que describe pintoresca (y muy críticamente para lo normal en la época).
El lector no encontrará en este libro las huellas de un autor que desee comprender la cultura de los indígenas, el propósito de la obra es mostrar la posibilidad de que los españoles del Nuevo Mundo pueden seguir las virtudes evangélicas.
El argumento gira en torno a un muchacho que parte a las Indias y tras un lío de faldas se refugia en un convento agustino en Lima. Toma el hábito y trabaja de misionero, pero es expulsado de la orden y pasa de monje a soldado y de hombre pacífico a bravucón pendenciero. Viaja a España y a Roma para recuperar el perdón papal y, durante el camino, se ve envuelto en episodios tan señalados como el ataque de Francis Drake a Puerto Rico y la ya citada toma de Cádiz. La novela vacila entre los géneros del libro de viajes, la novela bizantina o la novela picaresca, géneros todos que hibrida. Las fiestas literarias conviven con los ataques de piratas y las críticas a la política española (maltrato a los indígenas, codicia de la plata), causas que tal vez justificaron que no fuera publicado entonces.

## Obras
- Historia del huérfano. Ed. de Belinda Palacios, Madrid: Fundación José Antonio de Castro, 2017.